# Sneferu
Sneferu, scris și Snefru sau Snofru (Soris în greacă), a fost fondatorul celei de a IV-a dinastii, domnind din 2613 î.Hr. până în 2589 î.Hr. Numele său înseamnă in egipteană "A face frumos". În funcție de ordinea de citire semnelor, numele faraonului se mai putea citi si SFURNU, facilitînd identificarea origini titlului de 'Faraon', indicînd totodata si aria de expertiza a vestitului mînuitor precum (A)Ș·FURN sau Furnal, cel mai probabil indicator al iscusinței in ale metalurgiei. El poate fi lesne asociat cu maistrul "Hefaistos" sau "Vulcan". 
A fost căsătorit cu Hetepheres care se pare că a fost fiica predecesorului său Huni. Conform unelor teorii socrul său e posibil să fi fost și tatăl său (Huni ar fi avut-o pe Hetepheres in urma căsniciei cu  Great Royal Wife, iar pe Sneferu cu una din concubine. Astfel mariajul a fost cel care i-a permis lui Sneferu accesul la tron.

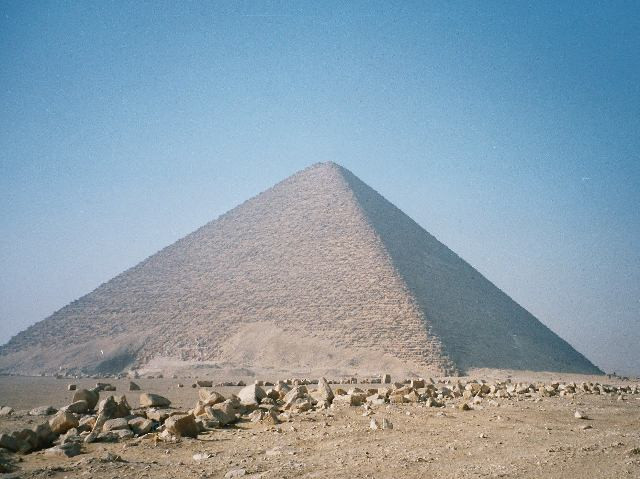
Piramida Roșie a lui Sneferu

Sneferu și Hetepheres au fost părinții celui mai faimos constuctor de piramide, Khufu. Sneferu a fost de fapt mai prolific decât moștenitorul lui, lui datorându-i-se terminarea piramidei lui Huni la Meidum, transformând-o din piramida in trepte intr-o adevărată piramidă, prima de acest fel. A continuat apoi prin a-și construi tot acolo propria-i piramida in trepte.  Acestea au fost urmate de faimoasa piramidă turtită la Dahshur și in cele din urmă Piramida Roșie. Despre o mică piramidă la Seila, lângă Meidum, se crede a fi fost construită tot la comanda lui.Deși luate individual, piramidele construite sub domnia lui Sneferu sunt mai mici decât Marea Piramidă a lui Khufu, volumul total de piatră folosit în monumentele lui Sneferu este cel mai mare din întregul Egipt Antic.

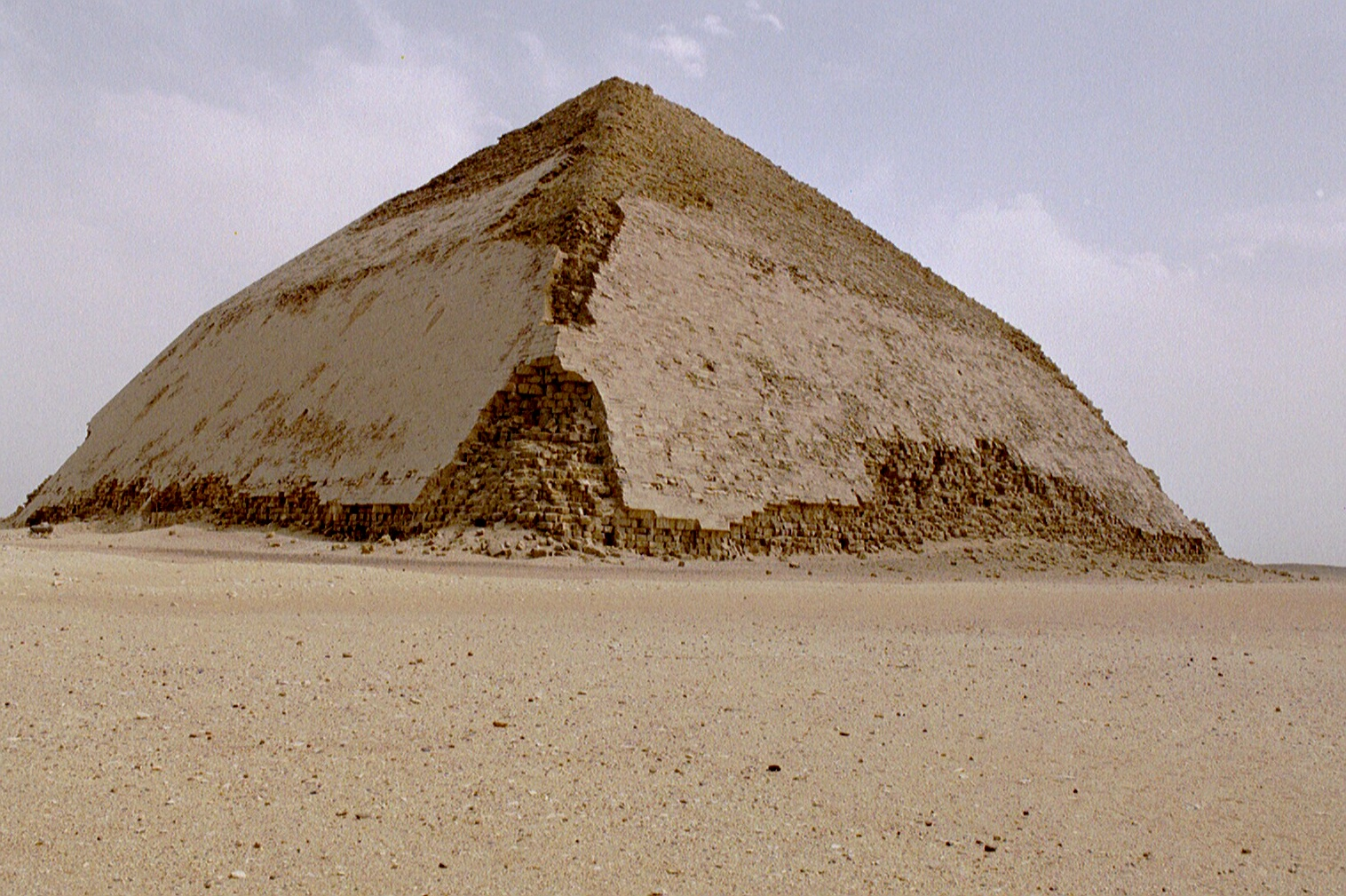
Piramida Acodada din Dashur

În ciuda construirii acestor monumente, se cunosc relativ puține lucruri despre domnia lui Sneferu. Dintr-o inscripție de pe Piatra din Palermo este evindent ca egiptenii începuseră deja să importe lemn de calitate superioară (inscripția precizând că Sneferu comandasa 40 de vase cu cedru din Liban.Cateva informații cu privire la stilul de viață de la curtea lui Sneferu sunt cunoscute din Papirusului din Westcar, scris in timpul Regatului Mijlociu. Tradițional Sneferu este descris ca un conducător drept și înțelept.